# Raiden IV
Raiden IV (雷電IV, en version originale japonaise) est un jeu vidéo de type shoot 'em up développé et édité par MOSS en 2007 sur borne d'arcade et Xbox 360 puis PlayStation 3 et Windows. Une version mise à jour sous le titre Raiden IV: OverKill a été rééditée plus tard respectivement en 2014 et en 2015.

## Accueil
- 1UP.com : 7,5/10[1]
- IGN : 6/10[2]